# KkStB 1/s.0
Der kkStB 1/s.001 war ein Schmalspur-Dampftriebwagen der k.k. österreichischen Staatsbahnen (kkStB).
Die kkStB beschaffte 1903 für die schmalspurige Lokalbahn Triest–Parenzo diesen Dampftriebwagen mit der Spurweite 760 mm.
Das Fahrzeug hatte die Achsformel A1, wurde von Komarek gefertigt und erhielt zunächst die Bezeichnung BCM/s No. 51.
Da er betrieblich nicht befriedigte, wurde er 1906 auf die Pinzgauer Lokalbahn versetzt, wo er die Nummer 1/s.001 erhielt.
Nach dem Ersten Weltkrieg kam das Fahrzeug zur BBÖ, die es bei gleichbleibender Bezeichnung bis 1926 in ihrem Bestand führte.